# 暹羅蘇鐵
暹羅蘇鐵（学名：Cycas siamensis）是苏铁科苏铁属的植物。分布于泰国、缅甸、越南，生长于海拔500米至1,800米的地区，多生在季雨林中以及山坡疏林中。
种加名 siamensis 意为“暹罗的”。一些中文文献中又称此物种为云南苏铁，为错误鉴定，中国并无该种分布。